# Narella allmani
Narella allmani is een zachte koraalsoort uit de familie Primnoidae. De koraalsoort komt uit het geslacht Narella. Narella allmani werd in 1889 voor het eerst wetenschappelijk beschreven door Wright & Studer. 